# Rónald Bermúdez
Rónald Bermúdez (Venezuela, ) es un ex-ciclista profesional venezolano.
Fue podio en la Vuelta al Táchira y disputó otras competiciones calendario de ciclismo nacional.

## Palmarés
1995
- 2º en Clasificación General Final Vuelta al Táchira   Venezuela

ganador de la vuelta tovar

## Equipos
- 1995  Desurca Cadafe